# Aufsteigende Feuchte
Aufsteigende Feuchte ist ein Begriff aus dem Bauwesen und steht für die äußerliche Beobachtung einer vom Boden her nach oben ziehenden Wasseraufnahme in kapillar leitfähigen Bauwerkstoffen in Mauern oder Fußböden. 
Ursachen für aufsteigende Feuchte können sein:
- Das Fehlen einer kapillarbrechenden Schicht in der Mauer, unter der Mauer oder dem Boden. Kapillarbrechende Wirkung haben beispielsweise Schotter aus dichtem Gestein oder WU-Beton. Beide sind seit langer Zeit gängige Materialien für das Fundament eines Hauses. Auch die Übergänge zwischen Fugenmörtel und Ziegelstein in Ziegelmauerwerk wirken hemmend auf den kapillaren Aufstieg, weshalb Bodenfeuchte in Ziegelmauern in der Regel meist nicht höher als 7 bis 10 Ziegelschichten[1] und teilweise nur weniger als 20 cm aufsteigt.[2]
- Das Fehlen einer Horizontalsperre unter dem Boden oder in den Wänden.

Aufsteigende Feuchte wird häufig verwechselt mit Feuchteschäden an Bauwerkstoffen durch andere Ursachen. Zu diesen Ursachen gehören
- Tauwasser, bedingt durch das Kondensieren warmer, feuchter Luft an kühlen Wänden, beispielsweise im Keller
- Sehr feuchtes Erdreich oder drückendes Grundwasser an Kellerwänden
- Ungedämmte Kaltwasserleitungen im oder am Mauerwerk, an denen sich Kondenswasser abscheidet, welches in die Mauer einzieht
- Eine Durchfeuchtung des Mauerwerks von außen durch einen schlechten allgemeinen Regenschutz der Hausmauern wie zu kleiner Dachüberhang, mangelnder Schlagregenschutz, Regenrinnen bzw. Fallrohre verstopft, ungeeignete Form der Fenstersimse usw.[4]
- Eine übermäßige Belastung des Mauerwerks mit Salzen, welche eine stark hygroskopische Wirkung haben, beispielsweise Kalksalpeter. Dies kann insbesondere bei Altbauten auftreten, die im Laufe der Zeit als Stall oder Tränke für Haustiere genutzt wurden, oder bei Aborten.

## Diagnose
Eine korrekte Behandlung von aufsteigender Feuchte erfordert eine ausführliche Diagnose, nach der die genannten anderen Ursachen für Feuchtigkeit sicher ausgeschlossen werden müssen. Tatsächlich ist aufsteigende Feuchte nur selten die Ursache für Feuchteschäden an der Bausubstanz.

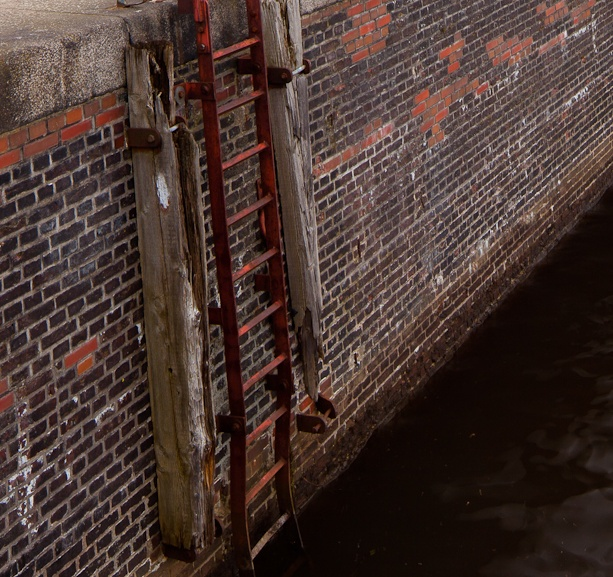
Eine Jahrzehnte alte Kaimauer aus Ziegelstein am Hamburger Hafen – ohne Feuchteschäden

Die Messung des Wassergehalts einer durch Feuchte geschädigten Bausubstanz mithilfe der Bestimmung der elektrischen Leitfähigkeit durch ein sogenanntes Protimeter ist unter Fachleuten umstritten. Für die Leitfähigkeit eines Werkstoffes ist neben dem Wassergehalt in ganz entscheidendem Maße auch der Gehalt geladener und beweglicher Teilchen (wie z. B. die Ionen in einer Salzlösung) von Bedeutung. Wassergehalt und Ionenkonzentration stehen jedoch insbesondere bei den Werkstoffen einer Mauerkonstruktion in keinem festen Verhältnis zueinander. Das Protimeter wird hauptsächlich in der Holzindustrie zur Bestimmung des Feuchtegehalts von Hölzern verwendet, da hier Wassergehalt und Ionenkonzentration ein nur von der Holzsorte abhängiges Verhältnis haben und so die Leitfähigkeit einen korrekten Rückschluss auf den Feuchtegehalt ermöglicht. Bei Mauerwerk ist dies nicht gegeben.

## Abhilfe
Je nach Ursache des Feuchteschadens sind unterschiedliche Sanierungsmaßnahmen für die Behebung des Feuchteschadens erforderlich. Das Mittel der Wahl bei einer korrekt diagnostizierten Problematik der aufsteigenden Feuchte ist das Anbringen einer Horizontalsperre. Allerdings bewirkt diese an einer im Innenraum feuchten Mauer keine Besserung, wenn das eigentliche Problem der Niederschlag von Tauwasser durch feuchtwarme Luft an der kalten Mauer ist. In diesem Falle muss verhindert werden, dass die Raumluft in der Nähe der Mauer den Taupunkt unterschreitet. Dies kann durch den Einsatz einer Sockelheizung bewerkstelligt werden, welche einen schwachen Warmluftschleier an der Wand erzeugt. Dieser hält die Temperatur der Luft an der Mauer stets über dem Taupunkt. Als Sockelheizung genügt hier ein Heizkabel oder ein warmwasserführendes Heizungsrohr im Sockelbereich der schadhaften Wand oder eine Heizleiste. Der Energieverbrauch eines Heizkabels oder Heizrohres am Sockel ist oftmals geringer als der Energieverlust durch regelmäßiges Lüften, welches die Luftfeuchtigkeit senkt, sodass der Taupunkt ebenfalls nicht mehr unterschritten wird.
Ein Auskühlen der Mauer kann auch durch eine Außendämmung verhindert werden, allerdings ist diese Maßnahme wesentlich teurer als ausreichendes Lüften oder aber das Verlegen eines Heizkabels bzw. eines Heizrohres im Sockelbereich einer Mauer.